# Xiao Hui Wang
Xiao Hui Wang (Chino: 王小慧; pinyin: Wáng Xiǎohuì, Tianjín, 15 de junio de 1957) es una artista, fotógrafa, diseñadora, cineasta, escultora y autora china.
Su obra ha sido exhibida internacionalmente y ha recibido numerosos galardones, tanto en China como alrededor del mundo. Un museo de arte contemporáneo, el Museo de Arte Xiao Hui Wang de Suzhou, lleva su nombre.
Ha sido profesora en la Universidad de Tongji desde el 2003, donde dirige el Centro de Arte Xiao Hui Wang. Divide su tiempo entre China y Alemania, participando en numerosas actividades culturales.

## Biografía
Xiao Hui Wang nació el 15 de junio de 1957 durante el Gran Salto Adelante, seguido por la Revolución Cultural, un tiempo difícil para las familias artísticas (políticamente sospechosas) como la suya. Su madre, profesora universitaria de música con familiares taiwaneses, fue obligada a separarse de ella y de su padre y vivir aparte. En 1978, se inscribió en la Universidad de Tongji para estudiar arquitectura, graduándose en 1983. Tres años más tarde, en 1986, obtuvo una Maestría en Diseño y Ciencia de Comunicación en la misma universidad, y se casó con su distinguido compañero de clases, Yu Lin.
Tras recibir becas de parte del gobierno alemán, la pareja se mudó a Alemania para continuar sus estudios. Entre 1987 y 1991, Wang estudio un doctorado en la Universidad Técnica de Múnich. Entre 1990 y 1992, estudió en la Academia de Cine de Múnich. En 1991, camino a Praga, la pareja tuvo un accidente de auto que cobró la vida de Lin y dejó a Wang en el hospital; durante este tiempo, Wang desarrolló un mayor interés en la fotografía, documentando y explorando su recuperación visualmente. Con el pasar de los días, se tomó fotos de ellas misma, de su cuarto de hospital y de sus visitantes. Esta experiencia la transformó gradualmente, dándole un nuevo significado a su vida e influyendo su decisión de convertirse en artista.
Un año después, en 1992, Wang comenzó a mostrar sus obras. Su primera exhibición durante este período se llevó a cabo en Múnich. La segunda, en 1993, ocurrió en Berlín.
Además de sus proyectos fotográficos, comenzó a trabajar en numerosos proyectos fílmicos y televisivos en Alemania. Escribió guiones para la serie de Bayerischer Rundfunk Kulturen der Welt ese mismo año; luego, en 1993, fue consultora para el documental Chino-Alemán Familias en Beijing: Casa con patio interior. En 1994, escribió y dirigió su corto 35mm en blanco y negro llamado La luna rota, en el cual una mujer camina por las calles de noche, encontrándose con extraños y alusivos personajes; cuando llega a un lago que muestra el reflejo de la luna y lo toca, la imagen desaparece en medio de las ondas del agua, simbolizando la futilidad. El filme y su guion ganaron premios en Alemania y Austria.
En 1995, fue la supervisora artística de una coproducción China-Japonesa llamada La silla, y escribió un guion llamado Vela azul extinguida. En 1996 dirigió un documental sobre la Ópera de Pekín.
En 1997, organizó tres exhibiciones de su obra: dos en Alemania y una en China. Estas fueron seguidas por seis más entre 1998 y 2001: una en Suiza, otra en China y las demás en Alemania. Ganó tres premios durante este tiempo.
En 2001, se convirtió en profesora de su antigua escuela, la Universidad Tongji, y fundó el Centro de Arte Xiao Hui Wang, primer instituto artístico en China en enforcase en el Arte de los nuevos medios. En el año 2007, el Centro ganó el concurso internacional de diseño del pabellón temático "Huella Urbana" de la Expo 2010 de Shanghái, auspiciado por el Museo de Shanghái. La incipiente fama de Wang y del Centro condujeron a contratos con marcas internacionales (Christofle, BMW, Cartier, A. Lange & Söhne, Jaeger-LeCoultre, Audi y Van Cleef & Arpels entre otras) y comisiones de parte de gobiernos locales chinos.

## Cooperación con marcas
En 2004, Wang organizó otra exhibición en Múnich. Auspiciada por BMW y llamada Boundless (Sin límites), la exhibición atrajo 90,000 visitantes, 5% de la población de la ciudad en ese entonces. También supervisó una serie de eventos promocionales relacionados llamada “Diálogo entre Este y Oeste”. La serie fue completamente televisada. Entre los presentes estaban Christian Ude (el alcalde de Múnich), su esposa Edith von Welser-Ude, el ministro chino de tecnología Wan Gang, el director de mercadeo de BMW Alemania Wolfgang Armbrecht, el escritor Tilman Spengler, el arquitecto Albert Speer Jr., el profesor Guan Yuqian y el banquero Peter von Guretzky.
En 2005, BASF invitó a Wang a organizar una competencia de fotografía creativa. El evento recibió más de 26,000 entregas.
En 2010, BMW MINI invitó a Wang a diseñar el “Carro de los sueños”. La presentación de este carro, un evento llamado MINI RELOADED (MINI recargado), fue parte del 2010 Dream Plan (Plan de sueños), un evento correspondiente en Shanghái que mostró ‘’10000 sueños’’, una obra multimedia de Wang enfocada en las ambiciones y esperanzas escritas, pintadas y fotografiadas de 10,000 jóvenes. La ceremonia inaugural atrajo 1000 visitantes.
En 2011, Wang se convirtió en la primera artista del continente asiático en diseñar y producir bienes de plata de edición limitada para la renombrada marca francesa Christofle; otros artistas que cooperaron con Christofle de esta manera fueron Man Ray, Jean Cocteau, Roger Tallon y Andree Putman. Wang también había tenido un acuerdo similar con Meissen en 2010 y llegó a otro con Misis en 2014, produciendo obras y joyería de edición limitada para estas marcas.
En 2012, Wang fue invitada a exhibir obras suyas en la Galería de Arte de Shanghái en un evento auspiciado por Audi. Otros artistas que exhibieron fueron Zhang Huan, Tan Dun, Sun Liang y Miao Xiaochun.

## Cooperación con gobiernos
En 2004, Wang organizó un evento para el gobierno de Hangzhou llamado “Hangzhou – en los ojos de fotógrafos alemanes”. Se enfocó en mostrar la obra de diez fotógrafos alemanes que escogieron a Hanghzou como tema. Los artistas recibieron certificados de honor de parte de la ciudad. Un álbum conmemorativo llamado ‘’West Lake Charms’’ también fue publicado. Zhao Wuji visitó la exhibición.
En 2007, el gobierno de Tianjin organizó una exhibición retrospectiva de su obra en el Museo de Arte de Tianjin. Wang también fue invitada a dar un seminario académico en la biblioteca de la ciudad en 2008; dos ministros de gobierno viajarno de Beijing para asistir a la ceremonia inaugural, que incluyó un discurso por el alcalde de Múnich Christian Ude alabando a Wang. La ciudad también le pidió que diseñara un Parque de Industria Creativas para renovar la vieja área industrial de Tianjin.
En 2008, la compañía china de teléfono China Unicom le pidió a Wang que diseñara tarjetas telefónicas basadas en su obras. Fue el mismo año en que el Centro de Arte Xiao Hui Wang compitió en el concurso de diseño del Pabellón Huella Urbana de la Expo 2010 de Shanghái y ganó; más de 70 compañías de diseño de todas partes del mundo habían competido por el honor. El proyecto dio a conocer al Centro a millones de personas y trajo consigo más encargos para proyectos futuros.
En 2010, el viceministro de finanzas chino Zhang Shaochun visitó al Centro de Arte Xiao Hui Wang en Shanghái para explorar proyectos con Wang. El Centro también fue visitado por Nuria Sanz, Jefa del Departamento Latinoamericano y Caribeño de la UNESCO, con el mismo propósito.
Ese mismo año, Wang también se convirtió en la primera artista del continente asiático en diseñar estampillas para Liechtenstein y en exhibir sus obras en el Centro Cultural de Vaduz.
En 2011, El Centro de Arte de Wang diseñó proyecciones mutlimedia y de luz para la parte antigua de la ciudad de Datong. También contribuyó el diseño general del Centro de Proyectos de Langfang, de 13,000m2, y del Edificio Innov-China eGroup de Tianjin.
En 2012, el Centro diseñó el Salón de Exhibiciones Multimedia del Centro de Comercio Internacional de Nanjing, que incluye una instalación multimedia permanente, y proyecciones multimedia para la ciudad de Nantong. En ese mismo año, el gobierno de Suzhou la invitó a dirigir un comité cultural para la ciudad, encargándole convertir una mansión Ming en un museo de arte contemporáneo y otorgándole otros proyectos culturales. La mansión fue renovada y convertida en el Museo de Arte Xiao Hui Wang, abriendo sus puertas en 2013.

## Foros y concursos
En 2007, Wang dio un discurso sobre emprendimiento en la Conferencia Anual de WirtschaftsWoche. Otras personas que dieron discursos fueron los alcaldes de Berlín y Dusseldorf, los presidentes ejecutivos de Siemens y Deutsche Bank, el presidente de la Asociación de Asia y el Pacífico y el embajador de China en Alemania.
En 2008, Wang fue invitada a exhibir sus obras en la Conferencia Anual de Richemont en Shanghái. Tanto el presidente de Richemont como los presidentes ejecutivos de las compañías del grupo adquirieron piezas de arte suyas para sus colecciones.
Ese mismo año, Wang fue juez para el último episodio de la temporada del programa de televisión de talento My Style, producido por Channel Young de Shanghai TV. También fue juez y presentadora para las ediciones del 2008 y 2009 de las Media Awards producidas por L’Oréal.
En 2009, Wang dio un discurso sobre diseño alemán en una conferencia de prensa de Volkswagen. También dio otro durante la conferencia 21st Century Business Herald del China Eagle Group en Alemania, esta vez acerca de proteger el medio ambiente, y otro sobre invertir en arte durante el sexto Foro Internacional de Finanzas Chino.
Wang también fue juez y presentadora durante el Concurso de Fotografía Swire Properties auspiciado por el Shanghai Media Group en sus ediciones del 2009 y 2010.
En 2010, Wang dio un discurso en la Universidad Harvard en Boston titulado “El arte de representar a la China”. Dio otro sobre branding y arte en el Salón Temático de Pioneros de Bienes y Raíces del Foro TOPSUR de Tendencias en Bienes y Raíces y dos más sobre la elegancia en los años 50 ante invitados VIP del evento Ladymatic auspiciado por la compañía de relojes de lujo Omega en el Peace Hotel de Shanghái.
En 2011, participó como juez e invitada durante las Becas Montblanc de Arte, que fueron dirigidas por el pianista Lang Lang. También dio discursos en el Hong Kong Asia World Expo, el Foro Femenino Elite en Shanghái y en el Festival de Cultura Académica de la Universidad Tongji. También fue entrevistada en el programa de ‘’Talk to Lei’’ del International Channel Shanghai y por la anfitriona Nancy Merrill en su programa.
En 2012, Wang dio un discurso durante el quinto Foro Shanghai TV Culture and Arts Channel, el Festival de Lectura de Pudong y la Feria del Libro del Sur de China en Guangzhou. También fue juez del 3er Festival de Nuevas Luces Artísticas en Nanjing y para el Concurso de Cocina Extranjera Familiar del Día de la Mujer en Suzhou.
En 2013, Wang dio una clase magistral llamada “Arte y Humanismo” en la Universidad Jiaotong de Shanghái.

### Actividades Públicas
En 2002, el gobierno alemán le solicitó a Wang organizar una exhibición de arte con Jörg Immendorf en el Monumento del Milenio de Beijing para celebrar 30 años de relaciones diplomáticas entre China y Alemania.
En 2004, Wang fue nombrada Embajadora de Buena Voluntad durante el evento Semana Shanghái en Hamburgo. Zhou Muyao, el vicealcalde de Shanghái, asistió a la ceremonia.
En 2007, Wang participó en una subasta de caridad para la Pinakothek der Moderne Munich organizada por Christie’s. Sus obras obtuvieron las ofertas más altas en la categoría de fotografía.
En 2008, Wang participó en una subasta de caridad en Colonia organizada por BFF y Lempertz en beneficio de las víctimas del Terremoto de Sichuan.
En 2009, Wang le presentó a Christian Ude con una Medalla de Profesor Honorario de la Universidad de Tongji durante su visita oficial como alcalde de Múnich. También le acompañó cuando fue a conocer a los alcaldes de Shanghái y Hangzhou (Han Zheng and Cai Qi respectivamente).
Ese mismo año, Wang también participó en una conferencia de prensa de UNAIDS en la cual se presentaba un libro apoyado por su Centro de Arte, y fue presentadora en un evento de caridad organizado por Consular Spouses Shanghai.
En 2010, Wang se reunió en Ciudad de México con el presidente de México Felipe Caldrón, el ministro de la Cultura mexicano y el embajador chino en México Yin Henming. También se reunió con la primera dama de Estonia Evelin Ilves cuando ésta visitó al Centro de Arte Xiao Hui Wang. Wang también fue presentadora durante la ceremonia de apertura de la Asociación Sino-Japonesa para la Cultura, el Turismo y el Comercio en Nagoya y participó en la Cena y Subasta de Caridad en beneficio de la Salud Materna e Infantil organizada por la Fundación Soong Ching-ling. Su fotografía ‘’Red Child No. 96’’ recaudó RMB 110,000.
En 2011, el Centro de Arte Xiao Hui Wang fue la sede del evento de caridad “Let’s Colour Week” de Dulux.
En 2012, Wang fue entrevistada para un documental (‘’China Pioniere’’= celebrando 40 años de relaciones diplomáticas entre China y Alemania.
En 2013, Wang donó obras de su serie ‘’Isolated Paradise’’ a la Fundación Caritativa Pearl S. Buck.

### Exhibitions[4]
- 2014
- Frauenbilder in der zeitgenössischen Fotographie, Mercedes Benz, Munich
  - Annual Chairman Session of Top Realtors Alliance•Xiao Hui Wang Art Derivatives Exhibition, InterContiental Hotels & Resorts, Nanjing
  - Beyond Architecture, China Design Centre at The Building Centre, London
  - Beyond Architecture, Casa dell’ Architettura, Rome
- 2013
  - Shanghai-Die Erfindung der Zukunft, Pasinger Fabrik, Munich
  - Top Marques Shanghai， Shanghai Exhibition Center
  - Flowers & Mushrooms, Museum der Morderne， Salzburg, group show
- 2012
  - Heartbeat Shanghai, Shanghai Gallery of Art, Shanghái
  - Beauty Obsecured, Elisabeth de Brabant Art Center, Shanghái
  - Solo exhibition with new works (sculptures, installation, light and multimedia art), Himalaya Art Museum, Shanghái
- 2011
  - Xiao Hui Wang and Her Selected Work, Top Marques Macau, Macau, solo show
  - La Biennale Alessandria, Caserma Giletti, Alessandria
- 2010
  - Xiao Hui Wang Anniversary Solo, Elisabeth de Brabant Art Center, Shanghái
  - Film and Multimedia Works of Xiao Hui Wang，Harvard University，Boston
  - Xiao Hui Wang and 10,000 Dreams (Photograph, Video, Art Installation and Multi-Media), Shanghai Sculpture Museum, Shanghái
  - Xiao Hui Wang and her work, Hammer Gallery, Zúrich, solo show
  - Xiao Hui Wang Solo Show, 1933 Art Pavilion, Shanghai, solo show
  - Flourishing Eros, Art Karlsruhe (Art Seasons Gallery), Karlsruhe

Chinese Contemporary Art, Gasometer Art Center, Lichtenstein
- 2009
  - Inner Dialogue, Elisabeth de Brabant Art Center, Shanghái
  - Xiao Hui Wang Solo Show, Art Seasons Gallery, St. Moritz

Xiao Hui Wang Art Salon, YongFoo Elite, Shanghai, solo show
- - Xiao Hui Wang Exhibition, Suzhou Boji Creative Industry Park, solo show
  - Red Child’‘, Frankfurt Ausstellungshalle , Frankfurt, solo show
  - Xiao Hui Wang Solo Show, Galerie Maurer, Frankfurt
  - Xiao Hui Wang Solo Show, Roppongi Art Center, Tokyo
  - The Eros of Flowers—Xiao Hui Wang Solo Show, Elisabeth de Brabant Art Center, Shanghai, solo show
  - Metropolis Now! – A Selection of Chinese Contemporary Art, Meridian International Center, Washington
  - Scene exhibition, River South Art Center, Shanghái
  - Joint Exhibition-Xiao Hui Wang and Ma Shuqing, ShangFang Garden, Elisabeth de Brabant Art Center, Shanghái
- 2008
  - Shanghai Women - Between Reality and Unreality, Art Seasons Gallery, Zúrich
  - Isolated Paradise, Elisabeth de Brabant private villa, Shanghái
  - Shanghai Women, Pingyao International Photography Festival, Pingyao
  - Shanghai Women, Galerie an der Pinakothek der Moderne, Munich
  - Xiao Hui Wang - Two Decades of Photography, Art Masters, St. Moritz
  - Shanghai Women – Between Reality and Unreality, Galerie an der Pinakothek der Moderne, Munich
  - Asia Contemporary in Basel, Art Basel, Union Basel
  - My Last 100 Years, CinaviCina Festival, Rome
  - Shanghai Women, Shanghai Art Fair, (Galerie An der Pinakothek der Moderne), Shanghái
  - Red Child, Shanghai Contemporary, (Art Seasons Gallery), Shanghái
  - China Academic Culture 2008 -- Contemporary Art Exhibition, 99 art center, Shanghái
- 2007
  - Red Child/ Self-extrication (performance), TS1 space,798 Festival, Beijing
  - Between Two Worlds, Retrospective Exhibition, Tianjin Art Museum / Shanghai Contemporary Art Fair, (Walter Storms Gallery/Felix Ringel Gallery)
- 2006
  - Erotic Flowers, Camera Work, Berlín, Art Basel (group show)
  - My Last 100 Years, Pusan Biennale, Korean
  - My Last 100 Years, Shanghai Biennale, Moma Shanghai / Auction by Pinapothek der Moderne/Chritie’s, Munich.
- 2005
  - Grenzenlos, Photography, Video/Multimedia Installation, BMW Group Berlin;
  - Erotic Flowers, Camera Work, Hamburg
  - Erotic Flowers, Red Mansion Foundation, London (group show)
  - Erotic Flowers, Art Basel (group show)
  - Fantastic Asia, Museum of Art, Seoul
  - Erotic Flowers, Paris Photo, (Scalo Gallery) (group show).
- 2004
  - Art in Bloom, Upper Eastside Townhouse, New York
  - Between Two Worlds, Club Na Brestskoy / House of Photography, Fotobiennale, Moscow
  - Grenzenlos Photography, Video/Multimedia Installation, BMW Group Pavilion, Munich (moderation and design of a series of cultural events ‘‘Dialogue Between East and West’‘ )
  - Erotic Flowers, Garlerie Scalo, Zúrich
  - A-live, Art Museum of China Academy of Art, Hangzhou
  - Erotic Flowers, Art Cologne (Storms Gallery)
  - Erotic Flowers, Photo New York (Scalo Gallery)
- 2003
  - Two People Show, with Jock Sturges, European Art Expo, Walter Storms Gallery, Duesseldorf
  - The Eros of Flowers, (Photography, Video/Multimedia Installation), Shanghai Art Museum, Shanghái
- 2002
  - Abstracting Flowers, Gallery Elo Art, Ischia
  - A Blaze of Colours, Taiwan International Arts Center (TIVAC), Taipeh
  - Abstracting Flowers, Gallery Elo Art, Ischia
  - Conceptualising Photography’‘, International Fotofestival Pingyao, Shanxi
  - Roter Lotus, Walter Storms Galerie, Munich
  - Looking Inside Out: Conceptualising Photography, Photography and Multimedia Show, Millenium Exhibition Center, Beijing
  - Close to the Eyes, Exhibition Centerol the Bavarian Insurance Co., Munich
  - Woman and Self-Portraits, German Cultural Center, Taipeh
  - Thai Night Landscape, Photokina, Cologne (group show)
- 2001
  - Abstract Photography, Photogalerie im Kulturzentrum, Mannheim
  - Die Schaukel, Das Gelbe Haus Museum, Flims / Switzerland (group show).
- 1999
  - Xiao Hui Wang Photography, Arts Center, Hong Kong
- 1998
  - Century Woman, National Museum of Art, Peking (group show)
  - Contemporary Photo Art from China and Xiao Hui Wang, Kunsthalle Darmstadt
  - Frauenbilder, Photogalerie, No Name, Basel.
- 1997
  - Photographic Review, Art Museum, Shanghái
  - Visual Diary and Associations with Death International Photo Festival, Herten, Germany
  - Visual Diary etc., Aktionsforum Praterinsel, Munich.
- 1993
  - China Avantgarde, Haus der Kulturen der Welt, Berlín.
- 1992
  - Xiao Hui Wang Photography, AGFA Center, Munich.
- 1990
  - Licht und Widerschein, Werkbund Galerie, Berlín
  - Support Exhibition, Kuenstlerwerkstatt, Munich (group show).

## Influencia
Libros y revistas con Wang.
Manfred Schneckenburger la ha descrito como "un ícono del progreso para las nuevas generaciones, a pesar del énfasis chino en la tradición". Su obra se ha enfocado en tres grandes temáticas ocasionalmente confluyentes: estética, vitalidad y humanidad. La crítico de arte Beat von Reifenscheid, en un ensayo acerca de Wang, escribió lo siguiente:
"La fotografía de Wang se ha caractertizado por una cualidad visual particularmente penetrante- una que nos habla de gente, de los contextos de sus vidas, de existir en los límites de la tolerancia psicológica, de la soledad y la desesperación. No obstante, también traza la belleza de la figura humana en sus fotos, la tensión erótica entre hombre y mujer, la vida de las mujeres en los 'clubes' de mala reputación, y hasta el eroticismo de las flores, cuya sexualidad latente va más allá de las fotografías blanco y negro de Robert Mapplethorpe".
Zhang Jianxing, Director de la Asociación Fotográfica de Tianjin, considera su obra como imanentemente metafórica. Dice: "Por qué los momentos capturados por Xiao Hui Wang son tan potentes? Por el hecho de que lo que retrata con el lente de su cámara no son solo objetos concretos, sino el espíritu inherente de estos objetos (...). Las flores de sus fotos no son flores, el agua no es agua, la neblina no es neblina". Su arte también ha sido considerada como intensamente personal: el experto de historia china Gu Zheng se refirió a sus autorretratos como "los más brutalmente honestos (...) en la historia de la fotografía". La crítico de arte y profesora Victoria Lu, describiendo su arte como "la crónica continua de su vida", la compara con Frida Kahlo.

## Series fotográficas
- El eros de las flores
- Chicas de Shanghai
- Damas de la noche
- Cerca de los ojos
- Tentación temprana
- 10000 sueños
- Sombras de la existencia
- Paraíso aislado
- Mi diario visual
- Nanofotografía
- Fotografía abstracta
- Niño Rojo
- Mi siglo anterior
- Auto-extricación

## Filmes
- La luna rota (1994)

## Libros[10]
Libros escritos o publicados por Wang.
- Introspección, Hirmer (2012)
- Conversación con el Artista, People's Literature Publishing House (2012)
- Mein Visuelles Tagebuch (en alemán, 2006)
- Samed Das Werk der Seele
- Diálogo con Xiao Hui Wang (en chino, 2005)
- Flores eróticas (2004)
- Vayamos a Praga en la primavera, Gu Ji Publishing House (2003)
- Conceptualizando la fotografía - El eros de las flores Shanghai Culture Publishing House (2003)
- Conceptualizando la fotografía - Sombras de la existencia, People's Art Publishing House (2002)
- Fotografía abstracta - Xiao Hui Wang, Kehrer (2001)
- Cerca de los ojos (2001)
- Mi Diario Visual - 15 años en Alemania (Chinese, 2001)
- Conceptualizando la fotografía - Más allá de ser Gu Ji Publishing House (Chinese, 2001)
- La arquitectura y sus mensajes, Bai Hua Culture and Art Publishing House (2000)
- Töchter des halben Himmels, S. Fischer Verlag (German, 2000)
- Mujeres, Edition Braus (1997)
- Keine Angst vor dünner Luft (1993)
- Merian Live – Bangkok, GU Verlag (1993)
- Sehen und Erleben - Sachsen (1992)
- Sehen und Erleben - Prag (1992)
- Sehen und Erleben - München (1991)

## Premios
- Premio del Libro de Shanghái y Premio Bingxin (de Literatura Nacional) por Mi diario visual (2002)[11]
- Mejor Autora por Mi diario visual (2003)[12]
- Miembro Honorario de la Asociación Alemana de Fotógrafos Freelance (BFF) (2005)[12]
- Premio de la Amistad Alemania-China otorgado por el gobierno alemán (2007)[13]
- Fotógrafo Internacional del Año por Shanghai Media Group (2007)[14]
- Premio de Artista Internacional Estrella en el St. Moritz Art Masters (2008)
- Artista del Año por Southern Media Group (2008)[15]
- Miembro Honorario de la Escuela de Orfebrería Van Cleef & Arpels (2012)[16]